# Pankararé
I Pankararé (o anche Pankaré) sono un gruppo etnico del Brasile che ha una popolazione stimata in circa 1.500 individui. Parlano la lingua portoghese e sono principalmente di fede cristiana.
Vivono nello Stato brasiliano di Bahía.